# سیگو نارازاکی
سیگو نارازاکی (به انگلیسی: Seigo Narazaki) بازیکن فوتبال اهل ژاپن و عضو تیم ملی فوتبال ژاپن است که در تاریخ ۱۵ سپتامبر ۱۹۹۸ میلادی اولین بازی ملی‌اش را انجام داد. او در ۷۷ بازی ملی حضور داشت و آخرین بازی ملی خود را در تاریخ ۷ سپتامبر ۲۰۱۰ میلادی انجام داد. سیگو نارازاکی در بازی‌های ملی‌اش
گلی به ثمر نرساند.